# Маринер-2
«Ма́ринер-2» (англ. Mariner 2) — американский космический зонд, запущенный 27 августа 1962 года с целью изучения Венеры. Первый космический аппарат, успешно проведший изучение другой планеты.
Космический аппарат имел массу 203 кг и был оборудован научными приборами для измерения магнитного поля, инфракрасного и микроволнового излучения, детектирования частиц высоких энергий, метеоритной пыли. Фотокамеры космический зонд не имел.
В декабре 1962 года аппарат прошёл на расстоянии 34,7 тыс. км от Венеры. «Маринер-2» передал данные, подтверждающие теорию об экстремально горячей атмосфере планеты, обнаружил отсутствие у Венеры магнитного поля (в пределах чувствительности аппарата), измерил скорость вращения планеты вокруг своей оси. «Маринер-2» также проводил непосредственные измерения параметров солнечного ветра (обработкой данных занималась Марсия Нейгебауэр), а также измерил количество космической пыли, оказавшееся меньше ожидавшегося. В начале января 1963 года связь с космическим зондом прекратилась.

## Космический аппарат и его системы
«Маринер-2» являлся «близнецом» «Маринера-1», который был потерян из-за аварии на старте. Аппарат состоял из шестиугольного основания, 1,04 метра в ширину и 0,36 метра в высоту, содержащего шесть магниевых шасси, несущих на себе оборудование для научных экспериментов, связи, вычислений, измерений, пространственной ориентации и контроля энергоснабжения, батареи и их зарядку, также ёмкости с газом для коррекции положения и реактивный двигатель. На основании крепилась высокая пирамидообразная мачта, на которой также крепилось оборудование для научных экспериментов. Общая высота аппарата достигала 3,66 метров. На боковые стороны основания крепились прямоугольные солнечные батареи с максимальным размахом в 5,05 метров и шириной в 0,76 метра. На одной из сторон основания крепилась на манипуляторе направленная параболическая антенна.
Силовая система Маринера-2 состояла из двух солнечных батарей, одна 1,83 на 0,76 метров и другая 1,52 на 0,76 (с 0,31 метровым лавсановым удлинителем (солнечным парусом) для балансировки давления солнечного света на панели), снабжавших аппарат напрямую или заряжая 1000 Ватт-часовую серебро-цинковую аккумуляторную батарею, использовавшуюся до раскрытия панелей, или когда они не были освещены Солнцем. Подачей энергии управлял импульсный повышающий преобразователь напряжения. Передатчик мощностью 3 Ватта обеспечивал непрерывный телеметрический контакт, большая высокочувствительная направленная параболическая антенна, цилиндрическая всенаправленная антенна на верхушке инструментальной мачты и две командных антенны, по одной на конце каждой солнечной батареи, получавших команды изменения курса и другие функции.
Реактивная сила для курсовых манёвров обеспечивалась монотопливной (на безводном гидразине) 225 Н ретро-ракетой. Гидразин воспламенялся с помощью тетраоксида диазота и гранулированного оксида алюминия. Направление реактивной струи контролировалось четырьмя газовыми рулями, расположенными перед соплом. Управление положением в пространстве (с погрешностью в 1 градус) осуществлялось системой азотных реактивных двигателей. Солнце и Земля использовались для стабилизации курса. Общая синхронизация и контроль выполнялись цифровым центральным компьютером и контролером последовательности. Термоконтроль достигался с помощью использования пассивного отражения и поглощающих поверхностей, термических щитов и экранирующих решёток.
Научные приборы монтировались на основании аппарата и мачте. Магнитометр был установлен на вершине мачты над всенаправленной антенной. Детекторы частиц монтировались на середине мачты, вместе с детектором космических лучей. Детектор космической пыли и спектрометр космической плазмы устанавливались на краях основания аппарата. Микроволновый радиометр, инфракрасный радиометр и антенны радиометра собирались в 48 см параболическую антенну радиометра, установленную у основания мачты.
Перед установкой на ракету-носитель на борт «Маринера-1» и «Маринера-2» был свернут и уложен маленький (91×150 см) флаг США.